# Paradoxodacna piratica
Paradoxodacna piratica là danh pháp khoa học của một loài cá nước ngọt và nước lợ trong họ Ambassidae, loài duy nhất đã biết của chi Paradoxodacna. Nó là loài bản địa Indonesia, trên đảo Sumatra và miền nam cùng miền tây Borneo.
Loài cá này có thể đạt chiều dài tối đa 9 xentimét (3,5 in).
Môi trường sống của nó là sông, suối. Nó có các răng chuyên biệt hóa và hàm dưới thụt vào so với hàm trên. Thức ăn của nó là vảy của các loài cá khác (động vật ăn vảy). Tập tính này là nguồn cảm hứng để định danh loài là piratica.